# 蒙塔尼亚克多布罗什
蒙塔尼亚克-多布罗什（法語：Montagnac-d'Auberoche，法語發音：[mɔ̃taɲak dobʁɔʃ]）是法国多尔多涅省的一个市镇，属于佩里格区。

## 地理
蒙塔尼亚克-多布罗什（45°11'12"N, 0°57'20"E）面积10.02 平方千米，位于法国新阿基坦大区多爾多涅省，该省份为法国西南部内陆省份，是法國本土面积第三大的省，大致对应佩里戈尔地区，北起顺时针与夏朗德省、上维埃纳省、科雷兹省、洛特省、洛特-加龙省、吉倫特省和滨海夏朗德省接壤。
与蒙塔尼亚克-多布罗什接壤的市镇（或旧市镇、城区）包括：布鲁绍、利梅拉、巴西亚克和欧布罗什、屈布雅克-欧韦泽尔-瓦勒当斯。
蒙塔尼亚克-多布罗什的时区为UTC+01:00、UTC+02:00（夏令时）。

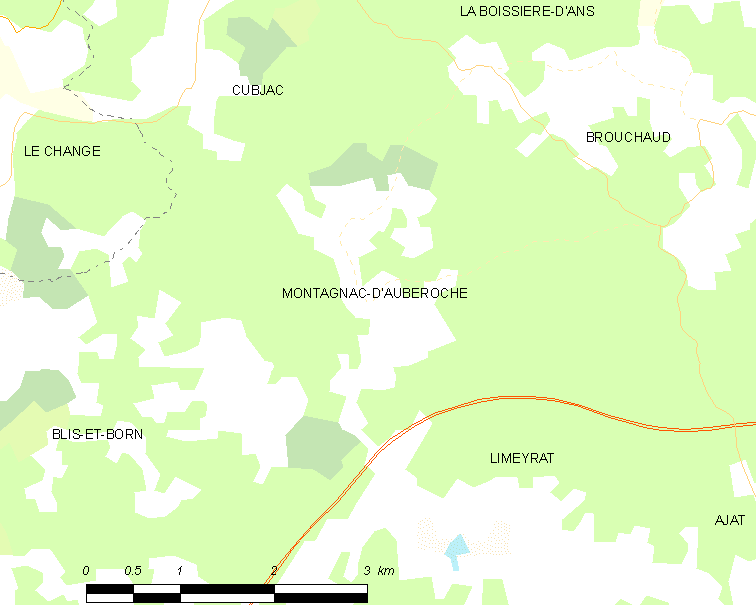
蒙塔尼亚克-多布罗什的OSM定位图

## 行政
蒙塔尼亚克-多布罗什的邮政编码为24210，INSEE市镇编码为24284。

## 政治
蒙塔尼亚克-多布罗什所属的省级选区为上黑色佩里戈尔县。

## 人口

1962-2008年间蒙塔尼亚克-多布罗什人口变化图示

蒙塔尼亚克-多布罗什于2022年1月1日时的人口数量为137人。